# مارك إل. مندوزا
مارك إل. مندوزا هو سياسي فلبيني، ولد في 28 أغسطس 1973. حزبياً، نشط في تحالف الشعب الوطني ‏. وقد انتخب عضو مجلس النواب في الفلبين.